# Raipur Rani
Raipur Rani là một thị trấn thống kê (census town) của quận Panchkula thuộc bang Haryana, Ấn Độ.

## Nhân khẩu
Theo điều tra dân số năm 2001 của Ấn Độ, Raipur Rani có dân số 7027 người. Phái nam chiếm 54% tổng số dân và phái nữ chiếm 46%. Raipur Rani có tỷ lệ 69% biết đọc biết viết, cao hơn tỷ lệ trung bình toàn quốc là 59,5%: tỷ lệ cho phái nam là 74%, và tỷ lệ cho phái nữ là 63%. Tại Raipur Rani, 15% dân số nhỏ hơn 6 tuổi.